# 外山ハツ
外山 ハツ（とやま ハツ、1893年〈明治26年〉11月29日 - 1983年〈昭和58年〉4月23日）は、日本の教育者。北海道函館市の函館大妻高等学校の前身となる函館大妻技芸学校の設立者。
函館の女子教育の先覚者とされる。

## 経歴
函館区蓬来町で誕生した。幼少時より、父の「これからの女は、何か一つ手に職を持っていなければならない」との教えのもとに、遊びよりも働くことを教えられて育った。1910年（明治43年）に函館裁縫女学校に入学、その手先の器用さを発揮した。
海産業の男性と結婚して二児をもうけたが、1917年（大正6年）に離婚した。生活のために同1917年（大正6年）、蓬来町に家塾を開設し、裁縫と手芸を教えた。
当時、女には裁縫や手芸以外の学問は不要と考えられており、函館には女子の教育機関も少なかった。ハツはこのことで女性の将来を考えて、女子教育に従事する決意をした。1919年（大正8年）、尊敬する大妻コタカを慕って上京し、コタカの創立した東京大妻技芸学校に入学した。1922年（大正11年）には助教諭として勤務した。
関東大震災に被災したことで帰郷。1924年（大正13年）1月15日、コタカより分校を認められた。この承認は全国唯一であり、コタカは「外山先生の立派なお人柄は申し分ないと思いましてお許しをしたのでございます」と語った。
同1924年に大妻技芸学校を卒業、同1924年4月1日に蓬来町に函館大妻技芸学校を設立した。校長のハツを始め教員3人、生徒70人で教育が始められた。ハツは「善良有為な家庭婦人」の育成を目指し、コタカの東京大妻技芸学校と同様に、裁縫と手芸教育に重点を置いた。また、コタカの家訓と同じく、「修養を積み、自分の人格を高めていく努力を怠ってはならない」を意味する「恥を知れ」を校訓として、深い知性と気高い品格を備えた女性を育成するべく、教育を続けた。
1983年（昭和58年）で59年間にわたって校長を務め続けた後、同1983年4月23日、惜しまれながら死去した。
函館大妻高校の校内には、ハツの情熱の顕れとして、600時間を費して金・銀の絹の糸で刺繍された技芸品「孔雀」があり、1階にはハツの初代校長としての功績を展示する「外山ハツメモリアルホール」が設けられている。函館市内の女子高在学生を対象にした「外山ハツ記念育英基金」、ハツの自宅の庭跡に設置された「外山ハツ記念庭園」にも名前が遺されている。ハツが人としての心の成長のために1979年（昭和54年）に始めた茶会「春の野だて」も、2000年代以降まで続けられている。
1984年（昭和59年）、ハツの教育への思いを残す目的で、函館大妻高校に特待生制度が創設された。1998年（平成10年）4月、同校同窓会の創立70周年を記念して、外山ハツの胸像が同校に寄贈された。

## 受賞・表彰歴
- 1959年（昭和34年） - 藍綬褒章[3]
- 1966年（昭和41年） - 勲四等瑞宝章[2][3]
- 1975年（昭和50年） - 北海道社会貢献賞[2][3]